# Cot Abeuekusong
Cot Abeuekusong är en kulle i Indonesien.   Den ligger i provinsen Aceh, i den västra delen av landet, 1 700 km nordväst om huvudstaden Jakarta. Toppen på Cot Abeuekusong är 115 meter över havet.
Terrängen runt Cot Abeuekusong är platt åt nordost, men åt sydväst är den kuperad. Havet är nära Cot Abeuekusong norrut.Runt Cot Abeuekusong är det tätbefolkat, med 383 invånare per kvadratkilometer. Närmaste större samhälle är Bireun, 5,8 km nordost om Cot Abeuekusong. Trakten runt Cot Abeuekusong består till största delen av jordbruksmark.